# Schloßmühle (Oberscheinfeld)
Schloßmühle  (fränkisch: Schlossmühl) ist ein Gemeindeteil des Marktes Oberscheinfeld im Landkreis Neustadt an der Aisch-Bad Windsheim (Mittelfranken, Bayern). Schloßmühle liegt in der Gemarkung Oberscheinfeld.

## Geografie
Die aus drei Wohngebäuden bestehende Einöde liegt am Prühlbach und ist mittlerweile in der Ortsstraße Schloßmühlenweg aufgegangen. Diese führt zur Prühler Straße (=Staatsstraße 2257), die an der Ziegelhütte vorbei nach Prühl (2,2 km nördlich) bzw. zum Ortskern von Oberscheinfeld verläuft (0,5 km südwestlich). Einen halben Kilometer östlich befindet sich am Südhang des Schloßberges die Burgruine Scharfeneck.

## Geschichte
Der Ort wurde 1348 als „Molendino sub eodem castro“ erstmals erwähnt, 1507 und später wurde sie „Schloßmühl“ genannt. Dem Ortsnamen liegt eine Lagebezeichnung zugrunde, die sich auf Schloss Scharfeneck bezieht.
Im Rahmen des Gemeindeedikts (frühes 19. Jahrhundert) wurde Schloßmühle dem Steuerdistrikt Oberscheinfeld und der Ruralgemeinde Oberscheinfeld zugeordnet.

### Einwohnerentwicklung
| Jahr      | 001836 | 001840 | 001861 | 001871 | 001885 | 001900 | 001925 | 001950 | 001961 | 001970 | 001987 |
| Einwohner | 4      | 4      | *      | 4      | 7      | 5      | 7      | 8      | 6      | 5      | 2      |
| Häuser    | 1      | 1      |        |        | 1      | 1      | 1      | 1      | 1      |        | 1      |
| Quelle    | [ 10 ] | [ 11 ] | [ 12 ] | [ 13 ] | [ 14 ] | [ 15 ] | [ 16 ] | [ 17 ] | [ 18 ] | [ 19 ] | [ 1 ]  |

## Religion
Schloßmühle ist römisch-katholisch geprägt und bis heute nach St. Gallus (Oberscheinfeld) gepfarrt.